# 勇氣號步兵坦克
勇氣號步兵坦克（A38）是一種僅僅進行到原型車階段的英國二戰坦克設計。其設計目的是為了滿足遠東對一款輕量而且裝甲厚實的戰車的需求，但最後卻發現它的人機工程學設計十分失敗。戰後，唯一的一輛A38由坦克技術學院保存，作為一個教訓警示後來的學生。

## 設計與研發
總參謀部編號為A38的勇氣號坦克，最初設計的要求是作為一款在遠東使用的攻擊坦克，并在盡可能低的重量條件下擁有盡可能厚的裝甲。這種設計和40噸的A33奮進號相似，只不過輕得多。儘管勇氣號最終達到了要求，前裝甲達到114mm並且只有27噸，但是卻讓其它性能大打折扣以至於到了不能接受的地步。在當時，英國坦克設計正處於低谷，而這種“為了減輕重量而付出的沉重代價” 使得A38很可能成為了英國二戰中最糟糕的坦克。
1943年12月發佈的設計概要中提出要建造三輛用於遠東作戰的輕且裝甲厚實的原型車。因為提高速度必然要切弱裝甲，因此，並沒有太看重速度。設計工作最初由維克斯負責，但後來轉給了伯明翰運輸和貨車公司，最終，又轉給拉斯頓＆霍恩斯比，并由其在1944年建造了一輛原型車。維克斯最初打算盡可能利用瓦倫丁步兵坦克上的一些成果，但是另外兩家公司卻並未延續這一思路。不過，它們都安裝了210匹的通用汽車6004柴油機（不過只有晚期型的瓦倫丁坦克安裝該引擎）。
勇氣號坦克的懸掛由位於徹特西的戰車測試所在1945年5月進行了測試。在第一天就小問題不斷，在路況較好公路上行駛了13英里（21）後，測試就停止了。然而，在此時，駕駛員早已感到疲憊了，并發現需要用盡全力才能操作轉向桿，同時，腳剎，變速桿，座位在使用時都有受傷的風險。同時，在重量分佈上也有問題，離地間隙只有9英寸。加上戰爭的結束，這款坦克也失去了繼續存在的價值。負責的官員最終由於考慮到繼續實驗的話既不實際，也不安全，所以決定停止勇氣號坦克項目；并報告稱“實驗人員認為整個項目應該停止”。就這樣，勇氣號坦克項目就終止了。

## 描述
為了減輕重量，勇氣號坦克的尺寸被盡可能的壓縮。其炮塔為了能夠容納下3人，因而顯得有些大，座圈一部分凸出了側面的底盤。前方的底盤為了壓縮尺寸，因而駕駛員可用的空間很狹窄。最初，勇氣號坦克安裝了一門QF 6磅炮，但之後換裝了QF 75mm戰車炮。

## 衍生型號
在1943年，曾經有計劃研發安裝改進型傳動和隕石引擎（流星引擎的切弱版）的“勇氣II號”，但之後也就沒了下文。 在1944年2月，曾經十分詳盡的討論過“重型勇氣號”。不過，一些報告中稱，這兩種坦克可能是同一種坦克。
重型勇氣號和勇氣號有很大不同，它僅僅使用了勇氣號的炮塔和駕駛室。而懸掛則使用A33奮進號所使用的T1懸掛，底盤是改進過的A33奮進號的底盤。其前裝甲厚達9英寸（228.6毫米），而炮塔裝甲厚達10英寸（254毫米）。根據現在的估計，重量大約在42噸左右，和A33奮進號差不多，不過，因為裝甲比A33奮進號幾乎厚了一倍，因而重型勇氣號的尺寸比奮進號要小得多。為了抵消重量增加造成的推重比下降，重型勇氣號使用了一台400匹的勞斯萊斯隕石引擎（也就是切弱版的V8流星引擎），其所提供的動力是勇氣號的兩倍。不過，英國人在瓦倫丁坦克上犯的錯誤又重演了——重型勇氣號在丘吉爾IV坦克的炮塔上安裝了一門QF 95mm榴彈砲；因為這個炮塔是雙人炮塔，因此車長必須要負責裝彈。曾經有記錄記載重型勇氣號的一輛原型車曾經在1945年1月於拉爾沃思灣進行過實驗行駛。不過，並無記載了其外形的記錄。

## 現存品
唯一的一輛勇氣號最初由坦克技術學院保存，學生們在課程結束後，都會檢查它是否有故障。大衛·弗萊徹記錄道：“大家都希望早些開始早上的工作。”
現在，這輛勇氣號坦克由博文頓坦克博物館收藏。

## 腳註/來源
Notes
1. 1 2 3 4 5 6 7  .   [2014-02-09]. （原始内容存档于2019-05-27）.
2. 1 2 3 4 5 6 7 8  Fletcher, David. . HMSO, for REME Museum. 1993: 88. ISBN 0-11-290534-X.
3. 1 2 3  Fletcher, Universal Tank, p.87
4. 1 2  Chamberlain, Peter; Ellis, Chris. . Silverdale. : 81. ISBN 1-84509-009-8.
5. 1 2  .   [2014-02-09]. （原始内容存档于2014-02-22）.
6. ↑  White, AFV Profile No 6

## 外部連結
- Museum accession record （页面存档备份，存于）